# 鄭同
鄭同，字本初，福建福州府闽县人，明朝政治人物。

## 生平
景泰元年（1450年），舉庚午科福建乡试第四名。景泰五年（1454年），登甲戌科進士，安東縣知縣、擔任祁門縣知縣，升任海州知州、太仆寺丞。